# Bausen
Bausen (nom aranès) és un municipi de la Vall d'Aran, situat al terçó de Quate Lòcs. Fins al 1984 el nom oficial va ser Bausén, amb ortografia catalana. Limita amb els municipis aranesos de Les al sud, i Canejan a l'est; i amb les poblacions gascones de l'Estat francès de Luishon a l'oest, i Hòs al nord.

## Símbols
L'escut de Bausen no ha estat oficialitzat fins ara. Segons Armand de Fluvià, a la Gran geografia comarcal de Catalunya, tindria el següent blasonament: Escut caironat: de gules, dues claus passades en sautor amb les dents a baix i mirant cap enfora, la d'or en banda i per damunt de la d'argent en barra. Per timbre, una corona mural de poble. Es tracta d'un escut usat ja al segle xix, amb les claus de sant Pere, patró de la localitat.

## Entitats de població
| Entitat de població | Habitants (2024) |
| Bausen              | 57               |
| Pontaut             | 3                |
| Eth Pònt de Rei     | 0                |
| Font: Idescat       |                  |

El municipi comprèn també el nucli de Pontaut.
Pontaut tenia tres habitants el 2019. El poblet està situat al peu de la carretera N-230, tocant el riu Garona.
El pont de Rei es troba a la vall del riu Bausen, afluent de la Garona. És el pas fronterer amb França. Va ser el punt d'entrada i sortida dels guerrillers antifranquistes durant la invasió de la Vall d'Aran.

## Geografia

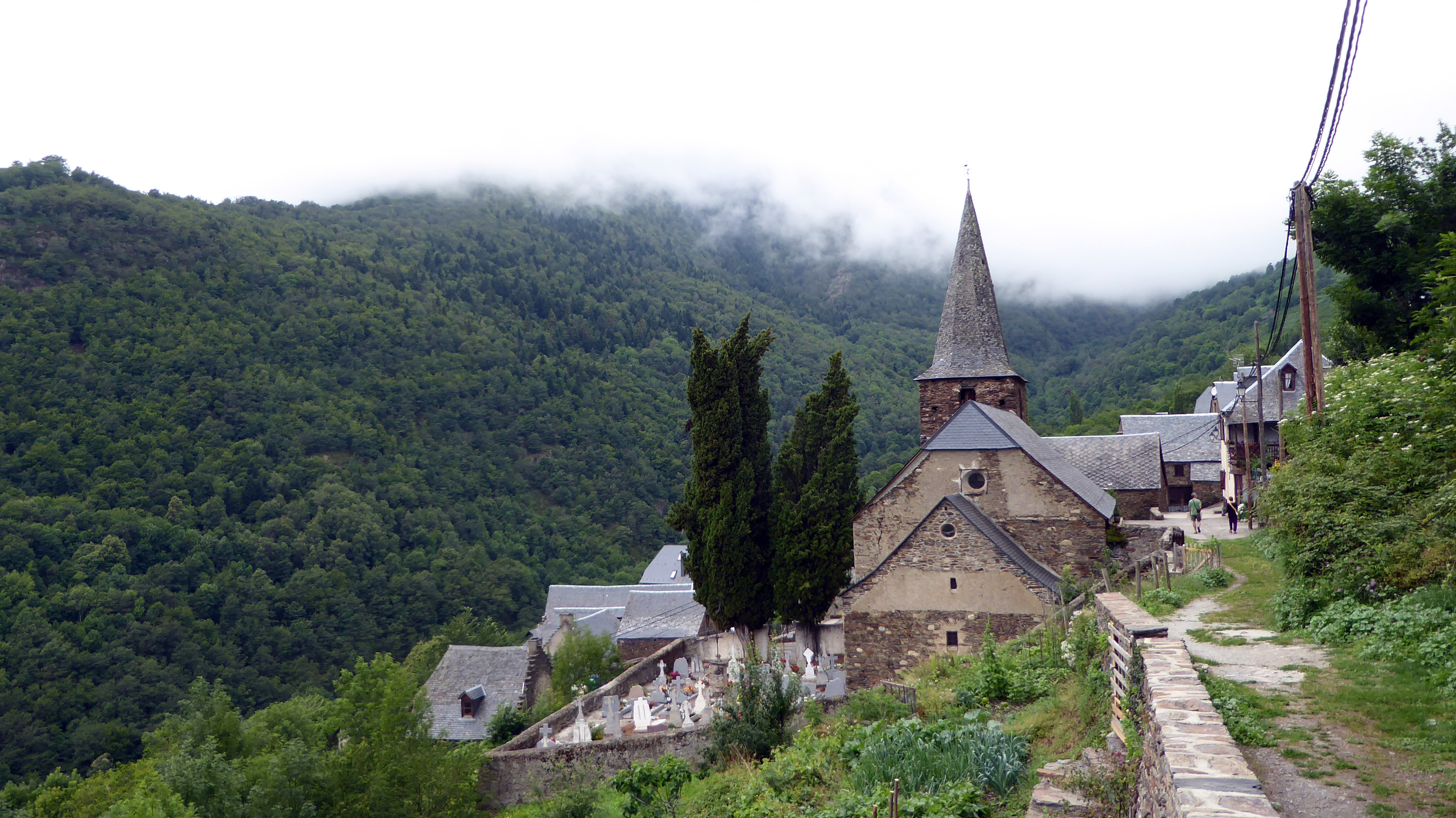
Bausen

Banyat pel riu Bausen es troba en una zona molt muntanyosa amb molta roca granítica i afloraments sil·lúrics; a la part més elevada s'hi troben estanys petits. També destaquen els seus boscos d'avets i faigs. Entre les muntanyes del municipi es troba el Tuc d'Angost de 2.130 metres.

## Història

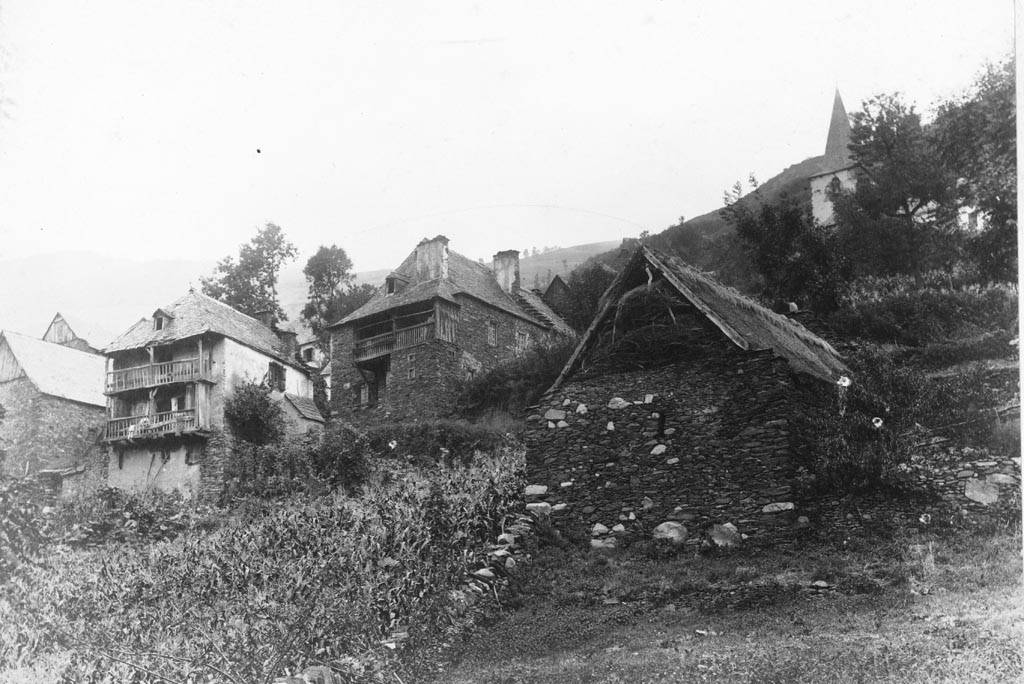
Cases del poble de Bausen. Fotografia de Juli Soler i Santaló (entre 1890 i 1914)

En alguns documents medievals se la denomina Balsen o Bolson, el que significaria «territori de l'os».
L'any 1823 va sofrir un gran incendi que va obligar els seus habitants a reconstruir el poble quasi totalment; de les runes de l'incendi resta en peu l'església parroquial actual de Sant Pèir, de començaments del segle xviii. L'antiga església, dedicada a Santa Eulàlia, estava situada sota el nucli de l'actual.

## Economia
Els principals sectors d'ocupació de la població són la ramaderia i l'explotació forestal, juntament amb el sector serveis. El municipi compta també amb una central hidroelèctrica.

## Demografia
| 1497 f | 1515 f | 1553 f | 1717 | 1787 | 1857 | 1877 | 1887 | 1900 | 1910 |
| ------ | ------ | ------ | ---- | ---- | ---- | ---- | ---- | ---- | ---- |
| -      | -      | 20     | -    | 423  | 507  | 408  | 419  | 370  | 378  |

| 1920 | 1930 | 1940 | 1950 | 1960 | 1970 | 1981 | 1990 | 1992 | 1994 |
| ---- | ---- | ---- | ---- | ---- | ---- | ---- | ---- | ---- | ---- |
| 359  | 295  | 169  | 178  | 236  | 90   | 79   | 63   | 68   | 68   |

| 1996 | 1998 | 2000 | 2002 | 2004 | 2006 | 2008 | 2010 | 2012 | 2014 |
| ---- | ---- | ---- | ---- | ---- | ---- | ---- | ---- | ---- | ---- |
| 70   | 67   | 62   | 55   | 51   | 52   | 60   | 61   | 61   | 49   |

| 2016 | 2018 | 2020 | 2022 | 2024 | 2026 | 2028 | 2030 | 2032 | 2034 |
| ---- | ---- | ---- | ---- | ---- | ---- | ---- | ---- | ---- | ---- |
| 64   | 64   | 60   | 66   | 60   | -    | -    | -    | -    | -    |

## Política
Alcaldes des de les eleccions democràtiques de 1979
- Didac Toldrà Rodon (1979 - 1987)
- José María Amiell Redonets (1987 - 1991)
- Eugenio Ochoa de Alda Rodríguez (1991 - 2015)
- Veronique Marie Noelle Fontan (2015 - 2019)
- José Antonio Barés Martín (2019 - 2023)
- Alidé Sans Mas (2023 -)

## Llocs d'interès

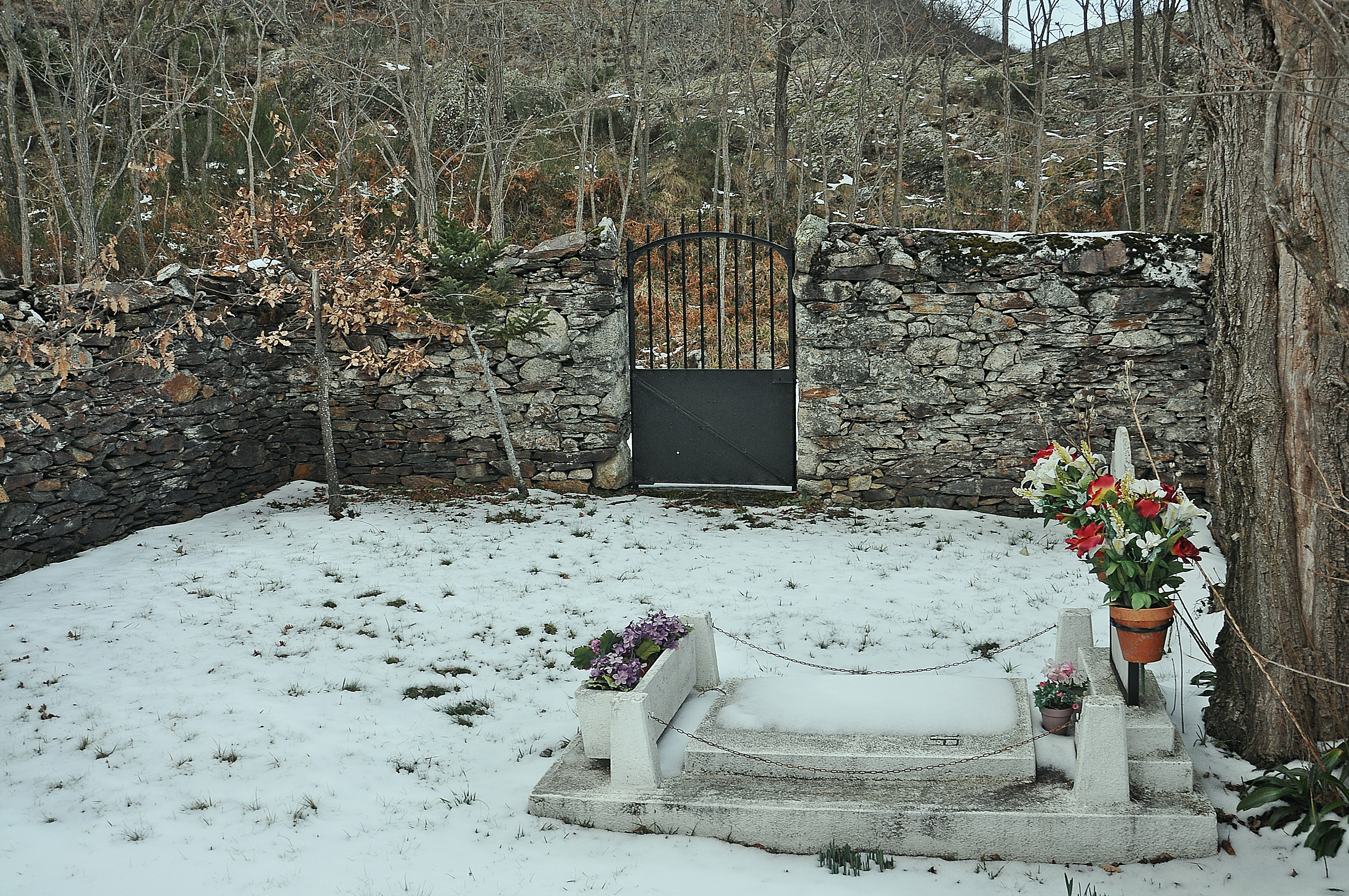
Cementiri de Teresa

- L'església de Sant Pèir: va ser construïda al segle xviii, i al costat del portal renaixentista hi ha un fragment d'estela cinerària romana de marbre fosc.
- La capella de Sant Roc, monument inventariat.[6]
- Cementiri civil de Teresa. L'únic cementiri civil de la Vall d'Aran construït el 1916 en menys d'un dia per albergar la despulla de Teresa, una veïna del poble que –degut a l'impediment del seu matrimoni amb un seu cosí llunyà, segons la doctrina catòlica– l'intransigent mossèn d'aleshores va refusar enterrar al cementiri parroquial.[7]
- Malh de Bessons, muntanya

## Festes
- La Festa Major és del 15 al 18 d'agost.